# Pearston
Pearston is een plaats in de Zuid-Afrikaanse provincie Oost-Kaap.
Pearston telt ongeveer 3500 inwoners.

## Subplaatsen
Het nationaal instituut voor de statistiek, Stats SA, deelt sinds de census 2011 deze hoofdplaats in in 3 zogenaamde subplaatsen (sub place):
Millenium Park • Nilsig • Pearston SP.

## Ontstaan
In 1850 begon John Pears, dominee binnen de Nederduitse Gereformeerde Kerk, misvieringen te houden op de boerderij Rustenburg gelegen op de oever van de Vogelrivier. In 1858 kocht de kerkgemeenschap een deel van de boerderij met de bedoeling er een dorp te stichten. Het plot land werd opgedeeld in een deel dat door de kerk gebruikt ging worden en in percelen die te koop werden aangeboden. Het dorp werd officieel gesticht op 11 september 1859. Op 3 april 1894 werd het een gemeente.
Omdat het dorp Pearston als kerkdorp gesticht werd en de parochie ouder is dan de nederzetting, dankt het dorp Pearston zijn naam dus aan de parochie, en niet andersom zoals meestal het geval is.